# Люхета (пагода)
Люхета(кит.: 六和塔; піньїнь: Liùhé Tǎ  — пагода, що знаходиться на пагорбі Повного Місяця (月轮山 Юелуньшань) у місті Ханчжоу провінції Чжецзян у Китаї. Назва перекладається пагода Шести Гармоній.

## Історія
Будівництво пагоди почалося в 970 році за ініціативи імператора Чжун І-вана, правителя держави Уюе. В період династії Північна Сун. В 1121 році її було знищено під час нападу чжурчженів. Відновлено вже за імператора династії Південної Сун Сяо-цзуні — у 1165 році. Під час династій Мін і Цін були додані додаткові зовнішні карнизи. У 1900 році була проведена реконструкція пагоди. У 1961 році внесено до пам'яток КНР.

## Опис
Розташована в південній частині міста Ханчжоу, на березі річки Цяньтан, біля підніжжя пагорба Повної місяця. Під «шістьма гармоніями» маються на увазі шість буддійських «гармоній»: небо, земля, чотири сторони світу (північ, південь, захід, схід).
Висота — 59,89 м, вона налічує 13 ярусів, при цьому усередині 7 поверхів. При зведенні пагоди застосовувалися цегла і дерево. Свого часу вона виконувала роль маяка, а також вважалася захисницею від припливних хвиль і приборкувачем драконів. Дзвіночки на заламаних дахах погоди виконували кілька функцій: вони попереджали про небезпеку і, як вважалося, охороняли від злих духів.
Дерев'яні сходи, що проходить всередині башти, пов'язує всі яруси. Рухаючись сходами, відвідувач насолоджується перспективами на місто Ханчжоу, річку Цяньтан і навколишні гори, що поступово відкриваються для споглядання.
У невеликому павільйоні поблизу пагоди встановлена стела, на якій викарбувано розповідь про дракона та історії будівництва Люхета. В саду за нею знаходиться павільйон з дзвоном — незмінний атрибут китайських культових будівель. За переказами, в цей старовинний дзвін необхідно вдарити 6 разів, щоб осягнути 6 гармоній.
У парку за Люхета знаходиться Сад пагод, де представлені зменшені копії найвідоміших пагод Китаю.